# 上桜木一丁目第1公園
上桜木一丁目第1公園（かみさくらぎいっちょうめだいいちこうえん）は宮城県富谷市上桜木一丁目にある街区公園。

## 概要
国道4号線の富谷市と仙台市の境い近くの東側丘陵地にある公園で、園内の北側は円墳のような丘状の芝生になっており、頂上には木が植えてある。南側は砂地の運動が出来る広場（グラウンド）になっていて、西側にはジャングルジム、滑り台、鉄棒、ブランコ、シーソーなどの遊具が据えてあり、児童・小児連れでも楽しめる公園である。付近は国道が現在のように整備される以前は、「大沢峠」と呼ばれて、比較的急な長い坂道の交通の難所ともいえる場所であった。現在では、その高さを生かし、富谷市近辺の上水道の供給タンク、通称「シンフォニータワー」があるほか、眺望に優れた公園で、笹倉山、泉ヶ岳、北泉ヶ岳、船形連峰、蔵王連峰や仙台市市街地・北部の街並みが見渡せる、近隣にも稀な立地条件の公園である。

## 施設・設備
- ジャングルジム、滑り台、鉄棒、ブランコ、シーソー、運動場、四阿、ベンチ、トイレ、芝生、植栽

## 所在地
- 〒981-3328 宮城県富谷市上桜木一丁目10番地1内

## アクセス
- 仙台市地下鉄南北線泉中央駅から車で10～15分

## 周辺の見所
- 富谷配水池（シンフォニータワー）&富谷第二配水池
- 甕杉
- 富ヶ岡公園
- しんまち公園
- 富谷宿
- 金玉神社